# Initial D (videojuego)
Initial D (頭文字D?) es un videojuego de carreras basado en el anime y manga del mismo nombre desarrollado y publicado por Kodansha para PlayStation lanzado el 7 de enero de 1999.

## Jugabilidad
El modo principal del juego es el Modo Historia, que establece una serie de carreras a través de algunos clips FMV e imágenes estáticas generadas por ordenador. 
Además del modo Historia, hay un modo de carrera libre en el que el jugador puede competir solo para superar su mejor tiempo personal y un modo de dos jugadores que ofrece la opción de competir contra un oponente controlado por computadora o un segundo jugador humano a través de pantalla dividida. El modo de práctica completa los modos de juego y es esencial para aprender las complejidades de cada curso sin presiones.
El derrape es un elemento fundamental en este juego para dominar y acostumbrarse al manejo, la aceleración, dirección y frenado (así como un conocimiento detallado de cada pista) permite tomar las curvas con relativa facilidad y verse bien mientras lo hace. Se puede ver repeticiones al final de cada carrera.
La carrera se mantiene variada ya que hay versiones cuesta arriba y cuesta abajo de cada recorrido y en ciertos puntos se introducen elementos como recorridos húmedos que tienen un efecto dramático en el manejo y asegura que el jugador se mantenga alerta.

## Recepción
Bordersdown elogió el juego diciendo que la experiencia de Initial D es "auténtica" y que complacerá a los fans", que el modelo de manejo es "gratificante" y que "la presentación es generalmente excelente", pero criticó la "falta de banda sonora Eurobeat", el manejo diciendo que "frustrará a algunos jugadores" y la falta de actuación de voz.